# Łakawica
Łakawica (mac. Лакавица) – wieś w gminie miejskiej Sztip w środkowej Macedonii Północnej.

## Demografia
Według spisu ludności z 2021 we wsi Łakawica mieszkało 123 mieszkańców.

### Rasy i pochodzenie
Według wyżej wspomnianych danych we wsi Łakawica mieszkało 107 Macedończyków, 76 Turków, trzech Albańczyków, jeden Serb i siedmioro mieszkańców bez informacji odnośnie pochodzenia.